# Recital în grădina cu pitici
Recital în grădina cu pitici este un film românesc din 1987 regizat de Cristiana Nicolae. Rolurile principale au fost interpretate de actorii Mirela Sînzeana Popa, Rodica Mandache, Victoria Șerban Cociaș.

## Distribuție
Distribuția filmului este alcătuită din:
- Cătălina Florescu — Maria
- Coca Andronescu — directoarea școlii de muzică
- Ioana Moldovan — profesoara lui Cornuleț
- Cătălin Donțu — Tică, fratele Laurei
- Ștefan Lungu — Mitruț
- Victoria Cociaș — mama Laurei
- Marian Negrescu — profesorul lui Mitruț
- Rodica Mandache — Alexandra Ionescu
- Mirela Sînzeana Popa — Laura Cerna
- Laurențiu Lazăr — tatăl Laurei
- Traian Stănescu — doctorul Bran
- Natașa Raab — doctorul taberei
- Andrei Popovici — Cornuleț

## Primire
Filmul a fost vizionat de 957.812 spectatori în cinematografele din România, după cum atestă o situație a numărului de spectatori înregistrat de filmele românești de la data premierei și până la data de 31 decembrie 2014 alcătuită de Centrul Național al Cinematografiei.